# Segelfluggelände Salzwedel

i7
i11
i13
Das Segelfluggelände Salzwedel, auch Segelfluggelände Klein Gartz genannt, liegt im Ortsteil Klein Gartz der Hansestadt Salzwedel im Altmarkkreis Salzwedel in Sachsen-Anhalt, etwa 11,5 km östlich von Salzwedel.

## Flugbetrieb
Das Segelfluggelände ist mit einer 980 m langen und 90 m breiten Start- und Landebahn aus Gras (Richtung 09/27) ausgestattet. Es besitzt eine Betriebszulassung für Segelflugzeuge, Motorsegler, Luftsportgeräte, Freiballone und Luftfahrzeuge, soweit die bestimmungsgemäß zum Schleppen von Segelflugzeugen, nicht selbst startenden Motorseglern, Hängegleitern oder zum Absetzen von Fallschirmspringern verwendet werden. Der Start von Segelflugzeugen erfolgt per Windenstart oder Flugzeugschlepp. Der Betreiber des Segelfluggeländes ist der Luftsportverein Salzwedel e. V.

## Geschichte
Das Segelfluggelände wurde am 27. März 1992 genehmigt. Es wurde am 26. Mai 1992 in Betrieb genommen. Am 20. Januar 2023 stellte der Luftsportverein Salzwedel e. V. einen Antrag auf Erweiterung der Betriebsgenehmigung um selbststartende Motorsegler, Luftsportgeräte und Freiballone. Der Antrag wurde am 23. Oktober 2024 genehmigt.